# 400 mètres masculin aux Jeux olympiques d'été de 1952 (athlétisme)
Pour un article plus général, voir Athlétisme aux Jeux olympiques d'été de 1952.
Navigation
Londres 1948 Melbourne 1956
L'épreuve du 400 mètres masculin aux Jeux olympiques de 1952 s'est déroulée les 24 et 25 juillet 1952 au Stade olympique d'Helsinki, en Finlande.  Elle est remportée par le Jamaïcain George Rhoden.

## Résultats

### Finale
| Rang               | Athlète             | Pays       | Temps   | Notes |
| ------------------ | ------------------- | ---------- | ------- | ----- |
| Médaille d'or      | George Rhoden       | Jamaïque   | 46 s 09 | OR    |
| Médaille d'argent  | Herb McKenley       | Jamaïque   | 46 s 20 |       |
| Médaille de bronze | Ollie Matson        | États-Unis | 46 s 94 |       |
| 4                  | Karl-Friedrich Haas | Allemagne  | 47 s 22 |       |
| 5                  | Arthur Wint         | Jamaïque   | 47 s 24 |       |
| 6                  | Mal Whitfield       | États-Unis | 47 s 30 |       |